# Alfred Thiele (Widerstandskämpfer)
Alfred Thiele (* 13. Januar 1904; † 2. März 1934 in Dresden) war ein Dresdner Arbeiterfunktionär und antifaschistischer Widerstandskämpfer.

## Leben

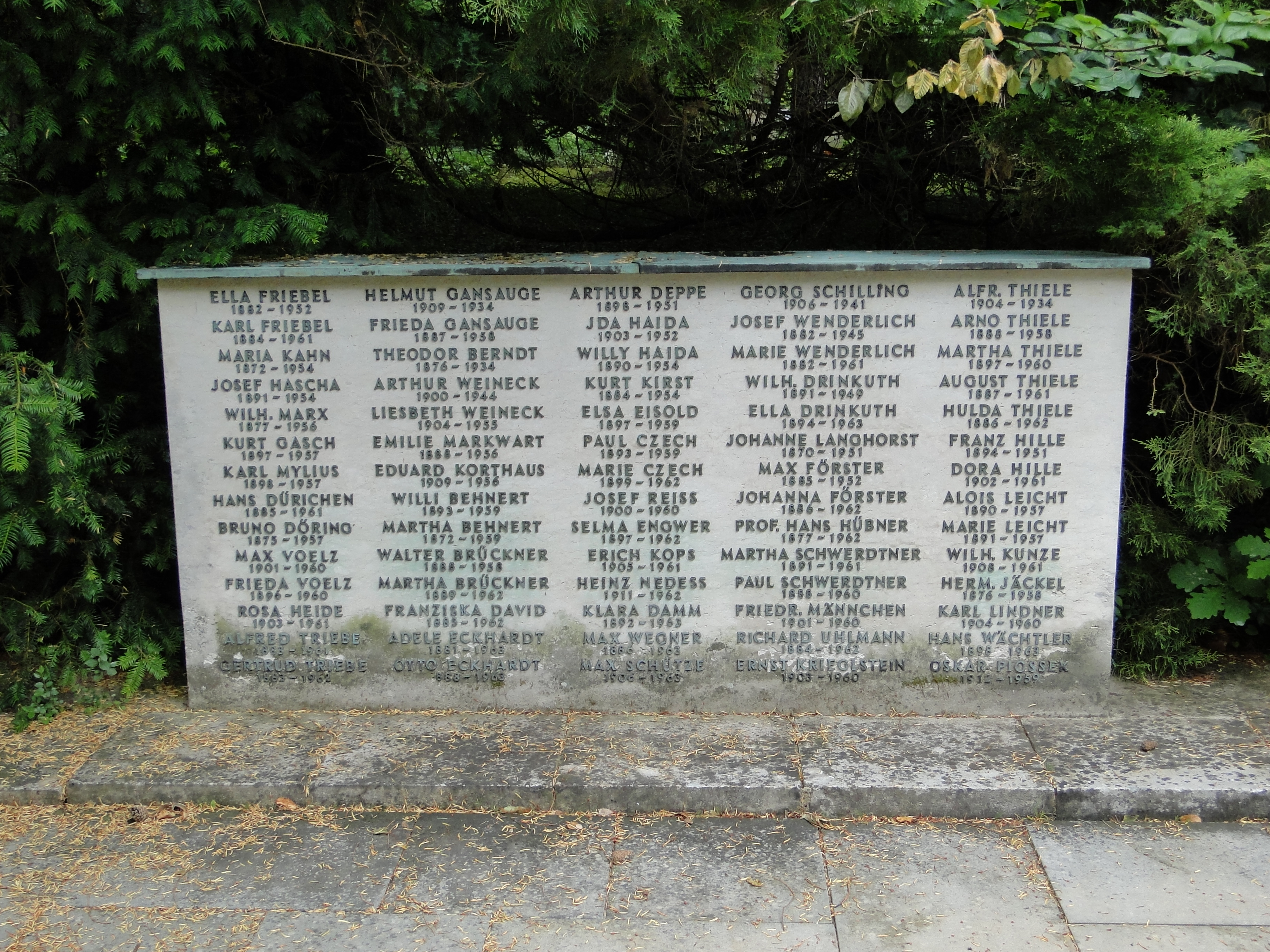
Thieles Urnengrab auf dem Heidefriedhof

Alfred Thiele lernte den Beruf des Tapezierers. Im Jahr 1926 trat er der KPD bei und gehörte der Zelle „Naußlitz“ an. Nach der Machtergreifung verhaftete die Gestapo Alfred Thiele zum ersten Mal im März 1933. Nach seiner Entlassung nahm er sofort wieder Kontakt zu seinen KPD-Genossen auf. Im Jahr 1934 wurde ein großer Teil der illegalen KPD-Gruppe Naußlitz erneut verhaftet. Alfred Thiele wurde ins Polizeipräsidium gebracht und dort grausam misshandelt. Seine Angehörigen erkannten ihn kaum wieder, als er im Februar 1934 in das Löbtauer Krankenhaus eingeliefert wurde. Am 2. März starb er an den Folgen der Misshandlungen und wurde am 10. März auf dem Löbtauer Friedhof beigesetzt. Am 30. April 1959 wurde seine Urne auf den Ehrenhain des Heidefriedhof überführt.

## Gedenken

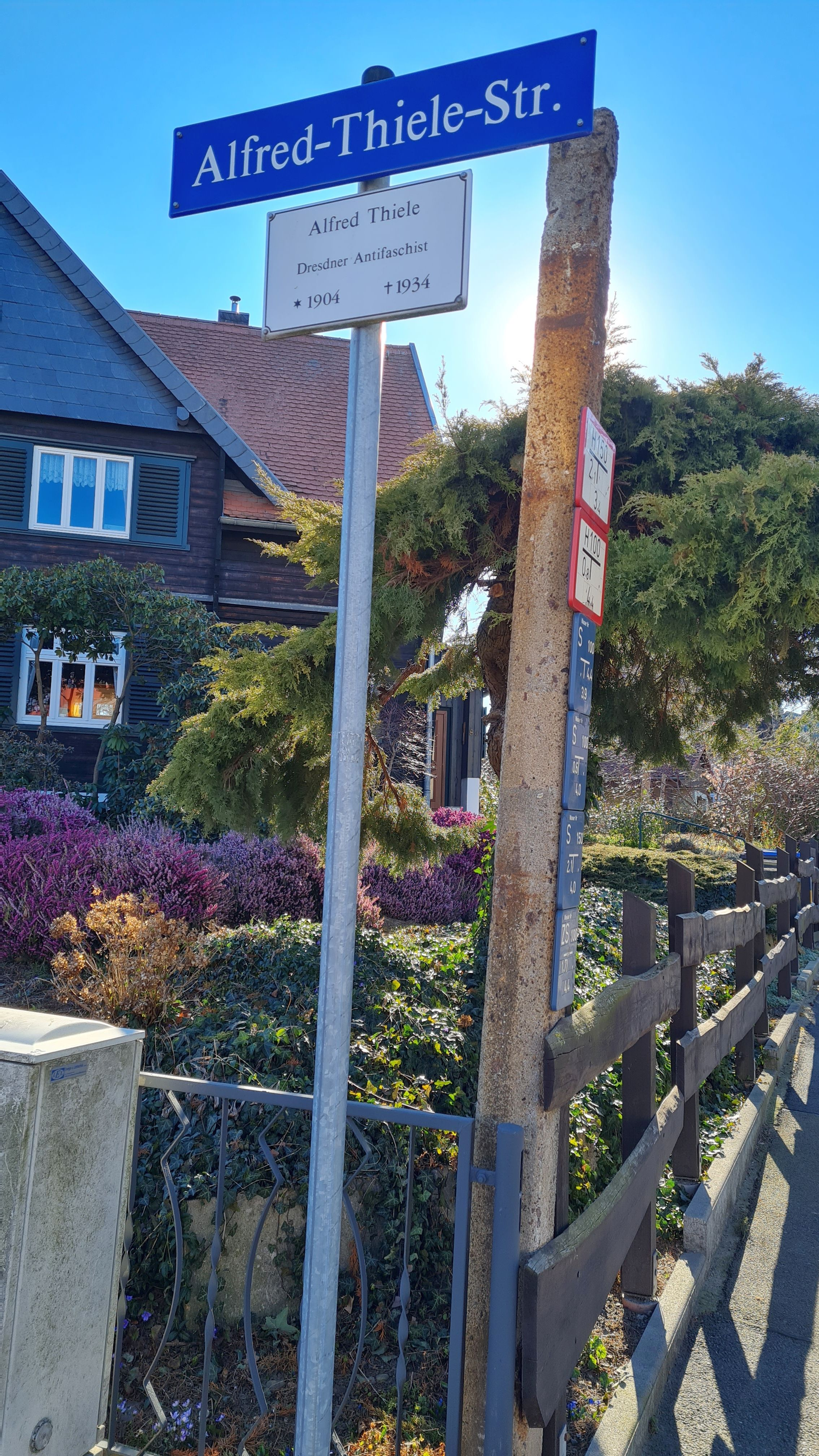
Alfred-Thiele-Straße in Dresden-Naußlitz

Seit 1946 heißt die ehemalige Straße Jochhöhstraße in Dresden-Naußlitz Alfred-Thiele-Straße. Die 38. Polytechnische Oberschule in Dresden-Naußlitz führte von 1971 bis 1991 den Ehrennamen „Alfred Thiele“. Nach der Wende wurde diese Schule umbenannt in „38. Mittelschule“. Im Jahr 2009 wurde sie geschlossen.